# 布魯諾特 (密蘇里州)
布魯諾特（英語：Brunot）是位於美國密蘇里州韋恩縣的非建制地區。

## 歷史
布魯諾特的郵局於1957年停運。

## 地理
布魯諾特所處的海拔為高於海平面151米（即495英呎），而該地所採用的時區為UTC-6，即北美中部時區（CST）。同時該地設有夏令時間，為UTC-6調快一小時，即UTC-5（CDT）。